# Orstom undecimatus
Orstom undecimatus – gatunek pająków z infrarzędu ptaszników i rodziny Barychelidae. Występuje endemicznie na Nowej Kaledonii.

## Taksonomia
Gatunek ten opisany został po raz pierwszy w 1994 roku przez Roberta Ravena na podstawie dwóch samic odłowionych w 1990 roku. Jako lokalizację typową wskazano górę Mandjélia na południe od Bondé.

## Morfologia
Holotypowa samica ma ciało długości 19 mm oraz karapaks długości 7,81 mm i szerokości 6,75 mm. Karapaks jest w zarysie prawie jajowaty, ubarwiony ciemnorudobrązowo z jaśniejszym tylnym brzegiem, porośnięty czarnymi włoskami. Jamki karapaksu są krótkie i U-kształnie wygięte, co jest cechą wyróżniającą na tle rodzaju. Szczękoczułki są ciemnorudobrązowe, porośnięte czarnymi szczecinkami. Bruzda szczękoczułka ma 9 dużych zębów i 3 zęby mniejsze w nasadowo zakrzywionym szeregu na krawędzi przedniej oraz 4 małe ząbki i około 10 ziarenek w części środkowo-nasadowej. Rastellum jest zupełnie zanikłe. Ciemnopomarańczowobrązowe szczęki zaopatrzone są w 60–70 kuspuli umieszczonych w kątach wewnętrznych i w części tylnej. Warga dolna i sternum są ciemnopomarańczowobrązowe. Odnóża są ciemnopomarańczowobrązowe, pozbawione obrączkowania. Wszystkie pazurki sięgają poza przypazurkowe kępki włosków na stopach. Pazurki pierwszej pary odnóży mają trzy, a ostatniej dwa ząbki. Opistosoma (odwłok) jest z wierzchu ciemnobrązowa z czterema parami jasnobrązowych łat, zaś od spodu jednolicie jasnobrązowa. Genitalia samicy mają dwie spermateki, każda o formie stożkowatego płata, z którego zewnętrzno-górnego naroża grzbietowej strony wyrasta mniejszy płatek.

## Ekologia i występowanie
Pająk ten występuje endemicznie w Prowincji Północnej Nowej Kaledonii, gdzie zasiedla wyłącznie lasy deszczowe na górze Mandjélia. Stwierdzony został na wysokości 750 m n.p.m.
Kopie w glebie norki z jedynym wyjściem zamkniętym cienkim wieczkiem o zawiasie zlokalizowanym po górnej stronie. Dolna strona wejścia do norki rozszerzona jest w krótką, zakrzywioną platformę.
Do ptaszników występujących z nim sympatrycznie należą zaliczane do tej samej rodziny Encyocrypta bertini, Encyocrypta grandis i Mandjelia platnicki.